# Mangaan(II)oxide
Mangaan(II)oxide (MnO) is een oxide van mangaan. De stof komt voor als een groen tot bruingroen kristallijn poeder, dat onoplosbaar is in water. Het komt voor in de natuur als het mineraal manganosiet.

## Synthese
Mangaan(II)oxide kan bereid worden door de reductie van mangaan(IV)oxide door middel van koolstofmonoxide of waterstofgas:
{\displaystyle {\ce {MnO2 + CO -> MnO + CO2}}}
{\displaystyle {\ce {MnO2 + H2 -> MnO + H2O}}}
Het kan ook gevormd worden door thermolyse van mangaan(II)carbonaat in vacuüm:
{\displaystyle {\ce {MnCO3 -> MnO + CO2}}}

## Toepassingen
Mangaan(II)oxide wordt voornamelijk gebruikt als kathode van alkalinebatterijen en de modernere lithium-mangaanoxide-batterijen. In het midden van de 18e eeuw werd mangaan(II)oxide gebruikt voor de productie van chloorgas.
Verder wordt het oxide ingezet als kleurstof in glasramen en klei, en als voedingssupplement voor dieren.